# Jistebnice
Jistebnice település Csehországban, a Tábori járásban. Jistebnice Radkov, Borotín, Sedlec-Prčice, Božetice, Meziříčí, Drhovice, Balkova Lhota, Nadějkov és Opařany településekkel határos. Lakosainak száma 2150 fő (2024. január 1.).

## Népesség
A település lakosságának változását az alábbi diagram mutatja:
| Lakosok száma | 4961 | 4673 | 4105 | 2790 | 2444 | 2046 | 2006 | 2013 | 2077 | 2150 |
|               | 1869 | 1890 | 1921 | 1950 | 1980 | 2001 | 2017 | 2019 | 2022 | 2024 |